# Aletris spicata
Aletris spicata är en enhjärtbladig växtart som först beskrevs av Carl Peter Thunberg, och fick sitt nu gällande namn av Adrien René Franchet. Aletris spicata ingår i släktet Aletris och familjen myrliljeväxter. Inga underarter finns listade i Catalogue of Life.